# Xiphidiopsis borneensis
Xiphidiopsis borneensis är en insektsart som beskrevs av Heinrich Hugo Karny 1925. Xiphidiopsis borneensis ingår i släktet Xiphidiopsis och familjen vårtbitare. Inga underarter finns listade i Catalogue of Life.